# Condado de Brias
El Condado de Brias es un título nobiliario español creado en Flandes por el rey Felipe IV, a favor de Carlos de Bryas y Redonchel, Señor de Britel, Hernicourt y otros lugares de Flandes. Gobernador de Mariengourgo, también en Flandes.
Este Título fue rehabilitado en 1913 por el rey Alfonso XIII a favor de Clotilde María Puig y de Abaria.
Su denominación hace referencia al apellido del primer titular. De hecho, la denominación fue durante mucho tiempo "conde de Bryas", incluso después de ser rehabilitado en 1913. 
Actualmente la denominación oficial es "conde de Brias", no teniendo ninguna relación con la localidad de Brías en la provincia de Soria (España).

## Condes de Brias
|                                 | Titular                            | Periodo                |
| Creación por Felipe IV          | Creación por Felipe IV             | Creación por Felipe IV |
| ------------------------------- | ---------------------------------- | ---------------------- |
| I                               | Carlos de Bryas y Redonchel        | 1649-1655              |
| II                              | Engelbert de Brias                 | 1655- ?                |
| III                             | Engelbert Federico de Brias        | ? -1703                |
| IV                              | Engelbert Federico de Brias        | 1703-1775              |
| V                               | Alfonso Fernando de Brias          | 1775-1804              |
| VI                              | Alejandro Francisco de Brias       | 1804-1828              |
| VII                             | Carlos María de Brias              | 1828-1879              |
| VIII                            | Teresa de Brias                    | 1879-1917              |
| Rehabilitación por Alfonso XIII |                                    |                        |
| IX                              | Clotilde María Puig y de Abaria    | 1913-1944              |
| X                               | María Bernarda Puig de Ametller    | 1963-1993              |
| XI                              | José Javier Martín de Veses y Puig | 1994-2010              |
| XII                             | Javier Martí de Veses Estades      | 2010-actual titular    |

## Historia de los Condes de Brias
- Carlos de Bryas y Redonchel (f. en 1655), I conde de Brias.

- Engelbert de Brias, II conde de Brias,"II marquis de Malenghien".

- Engelbert Federico de Brias (1677-1703), III conde de Brias,"III marquis de Malenghien"'.

- Engelbert de Brias (1701-1775) , IV conde de Brias,"IV marquis de Malenghien"'.

- Alfonso Fernando de Brias (1751-1804), V conde de Brias,"V marquis de Malenghien"'.

- Alejandro Francisco de Brias (1781-1828), VI conde de Brias,"VI marquis de Malenghien"'

- Carlos María de Brias (1820-1879), VII conde de Brias,"VII marquis de Malenghien"'.

- Teresa de Brias (1848-1917), VIII condesa de Brias.

Rehabilitado en 1913 por:
- Clotilde María Puig y de Abaria (fallecida en 1944), IX condesa de Brias.

1. Casó con Manuel Portela Valladares, Le sucedió:

- María Bernarda Puig de Ametller (fallecida en 1993), X condesa de Brias.

1. Casó con José Martí de Veses y Sancho. Le sucedió su hijo:

- José Javier Martí de Veses y Puig (1927-2010), XI conde de Brias.

1. Casó con Rosa Estades Bañó. (1933-2014). Le sucedió su hijo:

- Javier Martí de Veses y Estades (n. en 1961), XII conde de Brias.

1. Casó con Rosa Martínez Brines.